# Sophia Flörsch

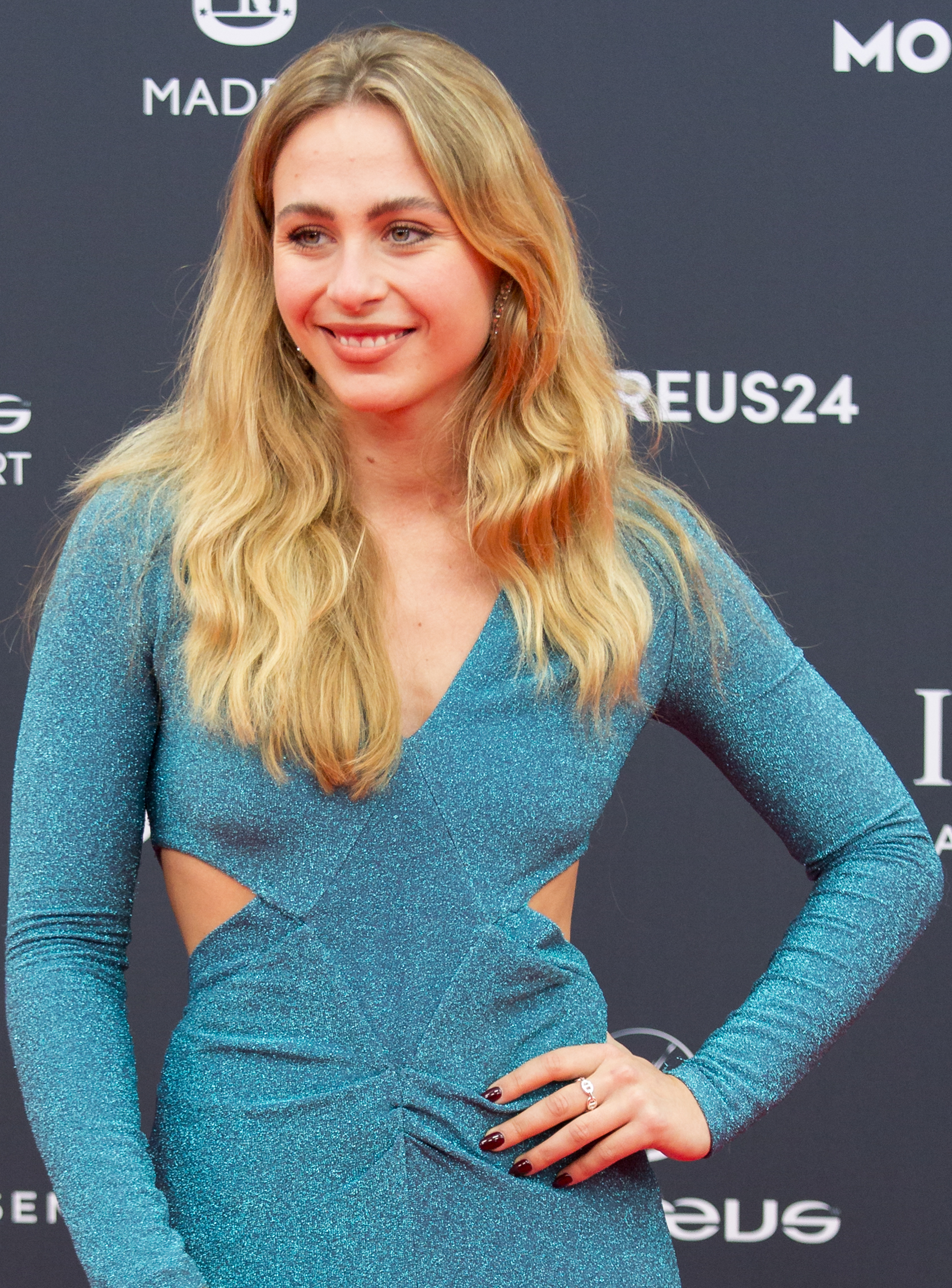
Sophia Flörsch (2024)

Sophia Flörsch (* 1. Dezember 2000 in München) ist eine deutsche Automobilrennfahrerin. Sie startete von 2016 bis 2017 in der deutschen Formel-4-Meisterschaft, erzielte dabei als erste Frau Punkte und stand 2017 im zweiten Rennen am Sachsenring als erste Frau auf dem Podest. 2018 ging sie in der europäischen Formel-3-Meisterschaft an den Start, 2019 nahm sie an der Formula Regional European Championship teil, 2020 fuhr sie in der FIA-Formel-3-Meisterschaft und in der European Le Mans Series. 2021 fuhr sie in der DTM und in der FIA-Langstrecken-Weltmeisterschaft. 2022 fuhr sie in der European Le Mans Series und startete beim 24-Stunden-Rennen von Le Mans 2022.

## Karriere

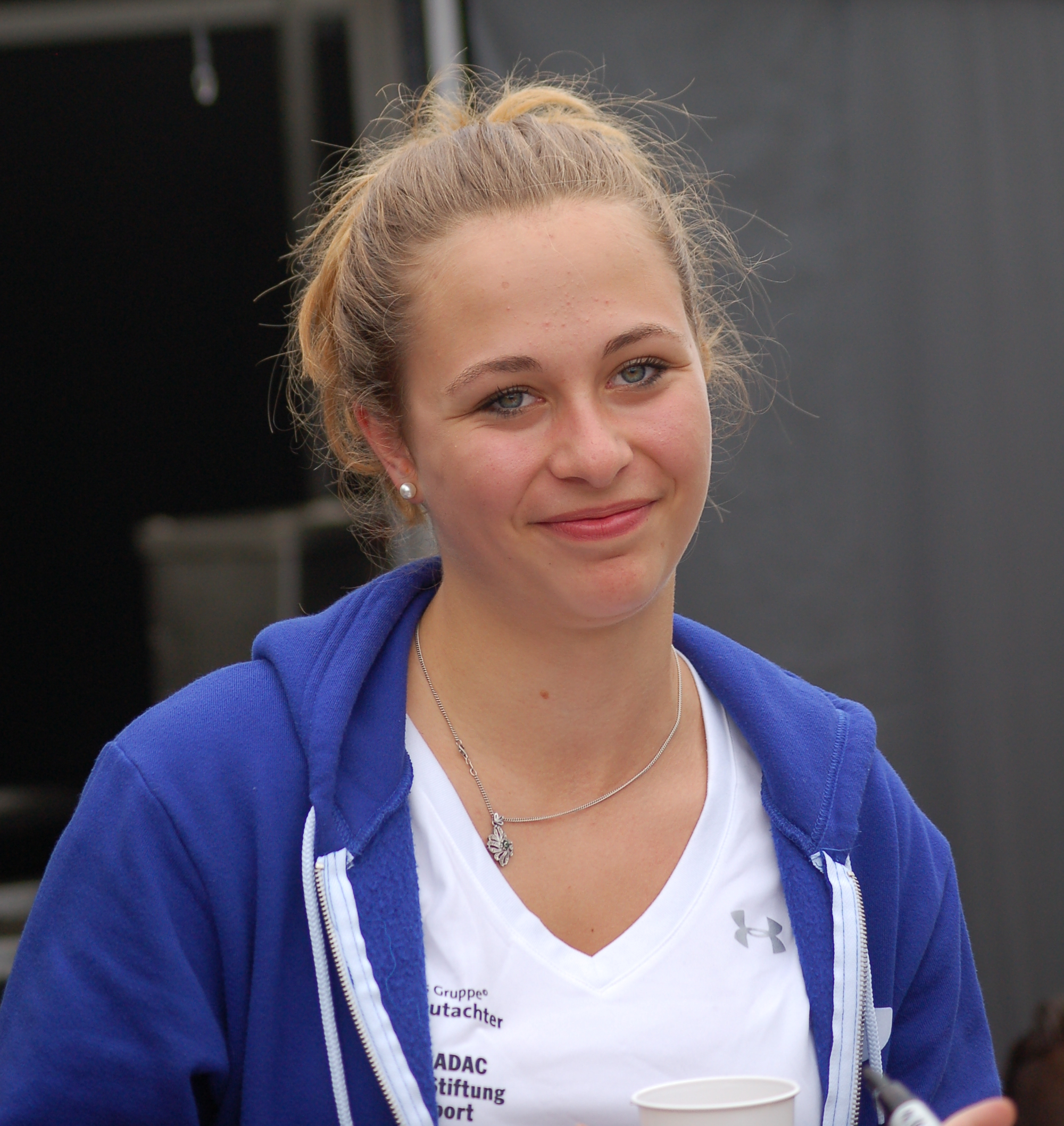
Sophia Flörsch, 2016

### Werdegang
Sophia Flörsch begann ihre Motorsportkarriere 2005 im Kartsport, in dem sie bis 2014 aktiv blieb. 2015 plante sie einen Wechsel in den professionellen Formelsport in die deutsche Formel-4-Meisterschaft. Dieser scheiterte jedoch, da das Mindestalter vor der Saison auf 15 Jahre angehoben worden war. Stattdessen ging sie in der Ginetta Junior Championship, einer britischen Sportwagen-Juniorenmeisterschaft, an den Start. Mit HHC Motorsport gewann sie beide Rennen auf dem Thruxton Circuit. Damit gewann nach über vier Jahren wieder eine Rennfahrerin in dieser Meisterschaft. Zur Saisonmitte zog sie sich aus der Meisterschaft zurück, um sich auf einen Wechsel in eine Formel-4-Meisterschaft vorzubereiten. Zum Zeitpunkt ihres Ausstiegs lag sie auf dem dritten Meisterschaftsplatz; am Saisonende war sie Gesamtelfte.

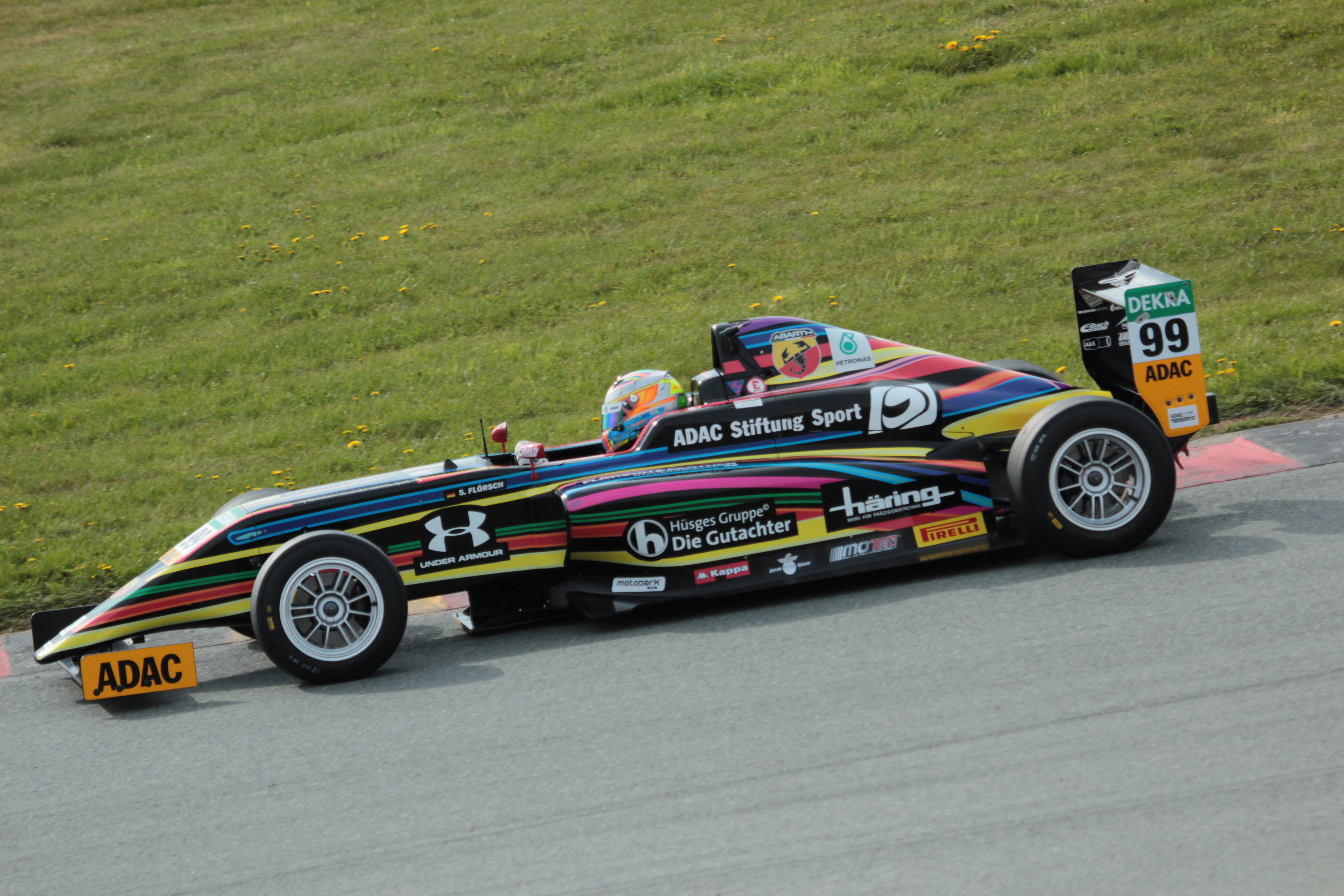
Sachsenring 2016, Formel 4

2016 wechselte Flörsch zum Team Motopark in die deutsche Formel-4-Meisterschaft. Zudem schloss sie einen Werbevertrag mit dem US-amerikanischen Sportartikelhersteller Under Armour ab. Sie beendete bereits ihr erstes Rennen in der Motorsport Arena Oschersleben als Neunte in den Punkterängen. Damit wurde sie zur ersten Frau, die Punkte in der deutschen Formel-4-Meisterschaft erzielte. An ihrem Debütwochenende startete sie zudem beim dritten Lauf als erste Frau in dieser Meisterschaft aus der ersten Startreihe und erzielte als erste Fahrerin eine Führungsrunde. Sie ging als Dritte in die letzte Runde; in dieser fuhr Job van Uitert auf sie auf, wodurch sie den Heckflügel verlor, ohne diesen weiter fuhr und auf dem fünften Platz ins Ziel kam. Die Saison schloss sie mit dem 19. Gesamtrang ab.
Am 1. März 2017 wurde bekanntgegeben, dass Flörsch in der Saison 2017 für das Team Mücke Motorsport in der Formel 4 an den Start geht. Auto Bild Motorsport konnte als neuer Sponsor gewonnen werden. Beim 17. Rennen der Saison 2017 am Sachsenring wurde sie Dritte und erreichte damit als erste Frau in der Formel 4 eine Podestplatzierung. Kurz darauf wurde sie für das erste Rennen beim Saisonfinale am Hockenheimring gesperrt. Sie hatte nach dem Rennen in der Motorsport Arena Oschersleben Videoaufnahmen ihrer eigenen Onboard-Kamera veröffentlicht, die einen Zwischenfall zeigen, bei dem sie einem die Rennstrecke kreuzenden Fahrzeug der Streckensicherung nur knapp ausweichen konnte. Da sie die Rechte an diesen Aufnahmen nicht besaß, wurde sie zu einer Geldstrafe von 5000 Euro verurteilt. Die Rennsperre wurde zusätzlich ausgesprochen, da sie zuvor bei roten Flaggen nach Ansicht des Sportgerichtes des DMSB nicht ausreichend verlangsamt und so diesen Zwischenfall mitverursacht habe. Beim zweiten Rennen in Hockenheim erreichte sie den dritten Platz und fuhr somit erneut auf einen Podiumsplatz. Das letzte Rennen der Saison beendete sie mit der schnellsten Runde des Rennens auf dem siebten Platz. Darüber hinaus war sie 2017 auch in der italienischen Formel-4-Meisterschaft aktiv.
Nachdem sich Flörsch im ersten Halbjahr 2018 neben einigen Testfahrten in erster Linie auf ihre Abiturprüfungen konzentrieren musste, wurde am 6. Juli 2018 bekanntgegeben, dass sie für den Rest der Saison für das Team Van Amersfoort Racing in der europäischen Formel-3-Meisterschaft und beim Formel-3-Rennen im Rahmen des Macau Grand Prix an den Start gehen wird.

### Unfall in Macau 2018
Beim Macau Grand Prix 2018 hatte Flörsch am 18. November 2018 einen schweren Unfall. Sie kollidierte bei einer Geschwindigkeit von etwa 276 km/h seitlich mit dem Fahrzeug von Jehan Daruvala, der wegen eines gelben Blinklichts irritiert war und gebremst hatte. Dabei brachen die linke Vorder- und die linke Hinterradaufhängung an ihrem Wagen, sie verlor die Kontrolle über ihr Fahrzeug, drehte sich und rutschte rückwärts an der Streckenbegrenzung entlang. Vor der Kurve an dem Lisboa-Hotel wurde ihr Fahrzeug durch die dort angebrachten Curbs ausgehebelt, stieg auf und streifte das Fahrzeug von Shou Tsuboi am Überrollbügel, durchschlug einen Begrenzungszaun und prallte mit der Fahrzeugoberseite – Fahrzeugheck unten – gegen ein mobiles Podest, auf dem sich mehrere Fotografen befanden.
Flörsch war nach dem Unfall ansprechbar, wurde aber dennoch ins nahegelegene Conde S. Januário Hospital von Macau gebracht. Nach Angaben des dortigen Chefarztes erlitt sie eine Wirbelsäulenfraktur, hatte jedoch laut ihrem Vater keine Lähmungserscheinungen und wurde am folgenden Tag operiert. Bei der Operation mussten mehrere Wirbelbrüche und eine Kompression des Wirbelkanals behoben werden.
Bei dem Unfall wurden noch weitere Personen verletzt, darunter Tsuboi, ein Marshal und zwei Fotografen. Nach dem Unfall wurde das Rennen, das Daniel Ticktum gewann, für eine Stunde unterbrochen.

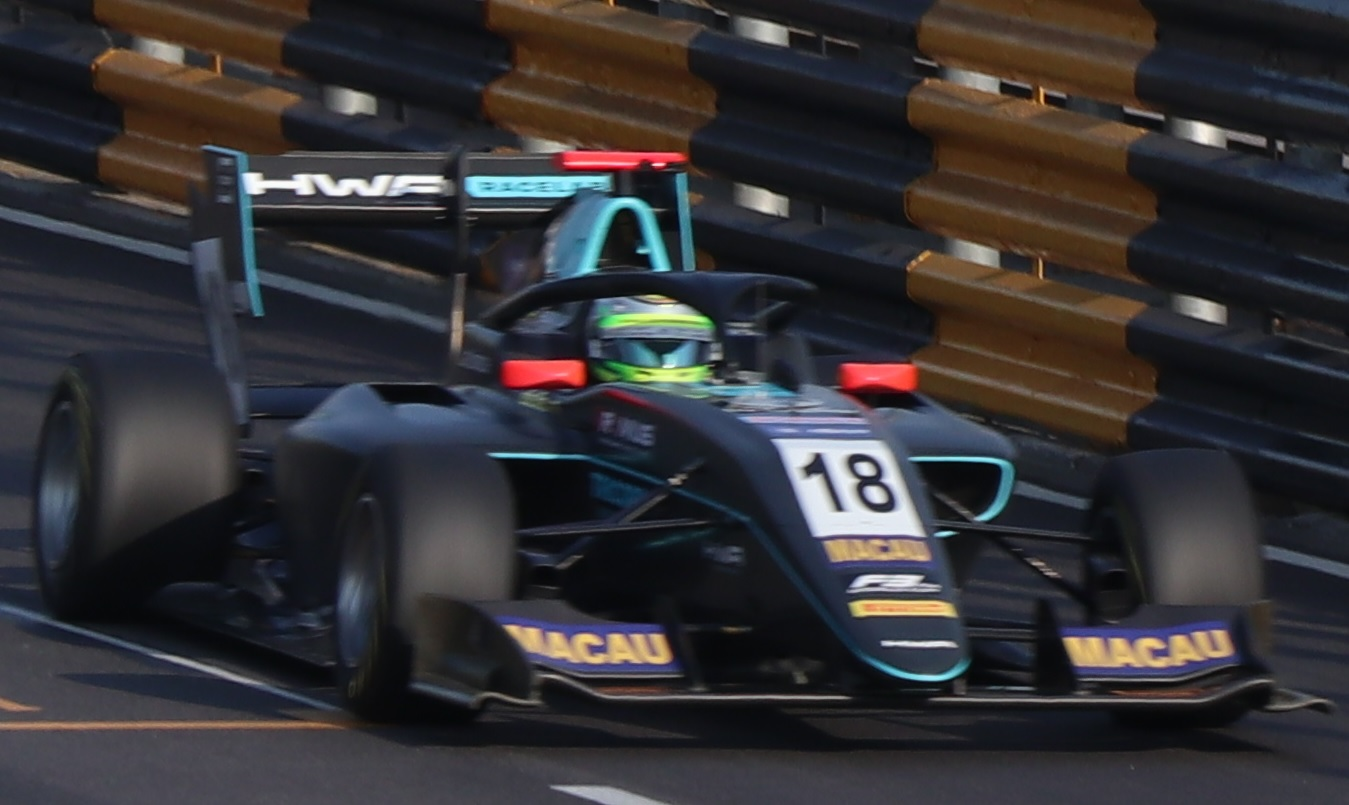
Sophia Flörsch 2019 in Macau

### 2019
Für 2019 war eine Fortsetzung von Flörschs Engagement bei Van Amersfoort Racing und Teilnahme in der Formula European Masters geplant. Nach der Absage dieser Serie kurz vor Saisonbeginn wurde bekanntgegeben, dass sie mit dem Team an der Formula Regional European Championship teilnehmen wird.
Sie startete mit dem HWA-Team erneut in Macau, schied aber nach sieben von 15 Runden aus.

### 2020

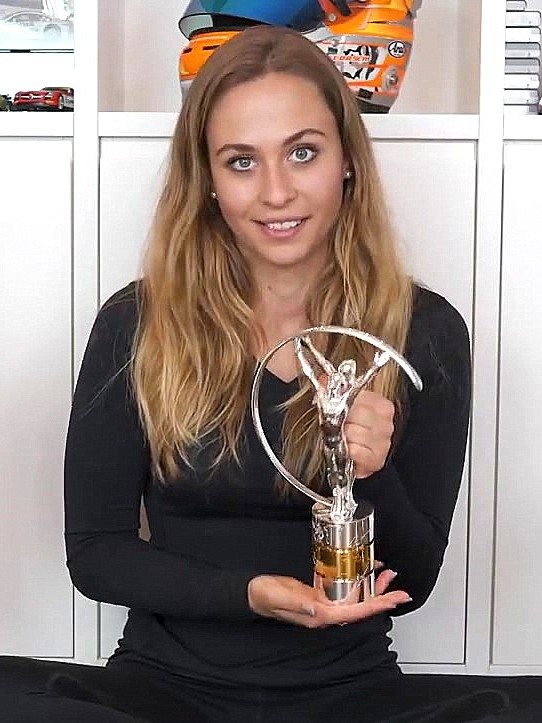
Flörsch mit dem Laureus World Sports Award, 2020

Am 17. Februar wurde Sophia Flörsch mit dem Laureus World Sports Award als Comeback des Jahres ausgezeichnet.
Für die Saisons 2020 und 2021 wurde sie vom Richard Mille Racing Team für eine Teilnahme an der European Le Mans Series verpflichtet. Sie teilt sich das Fahrzeug mit Beitske Visser und Tatiana Calderón. Das Team hat sich darüber hinaus für die Teilnahme am 24-Stunden-Rennen von Le Mans beworben. Das Rennen beendeten sie insgesamt als 13., in der LMP-2 Klasse belegten sie den 9. Platz.
Flörsch fuhr zudem bei der FIA-Formel-3-Meisterschaft 2020 für das Team Campos Racing. Am Ende der Saison hatte sie keine Weltmeisterschaftspunkte gesammelt.

### 2021
In der DTM-Saison 2021 startete Flörsch in einem Audi R8 LMS GT3 als zweites Team von Abt Sportsline mit der Startnummer 99. Bis auf das Rennwochenende auf dem Nürburgring, bei dem Markus Winkelhock das Cockpit übernahm, startete sie bei allen Rennen. Sie beendete die Saison auf Rang 18 mit 8 Punkten und nach Saisonende wurde sie Dritte bei der Fan-Wahl [DTM-]„Fahrer der Saison 2021“. Außerdem startete sie mit dem Richard Mille Racing Team in der FIA-Langstrecken-Weltmeisterschaft und beim 24-Stunden-Rennen von Le Mans 2021. Beim Gaststart während des Saisonfinales der European Le Mans Series erreichte sie mit dem Algarve Pro Racing Team den 3. Podiumsplatz.

### 2022
In der European Le Mans Series und dem 24-Stunden-Rennen von Le Mans 2022 startete Sophia Flörsch für das portugiesische Team APR / Algarve Pro Racing. In Le Mans erreichte Flörsch mit ihrem Team, trotz Getriebetausch wegen Hydraulikdefekt, den 25. Gesamtrang.

### 2023
Nach zwei Jahren Pause kehrte Sophia Flörsch 2023 in die FIA-Formel-3-Meisterschaft zurück und startet fortan für das Team PHM Racing. Am 2. Juli erreichte Flörsch beim auf dem Red-Bull-Ring im österreichischen Spielberg ausgetragenen Rennen, das sie von der Startposition 21 begonnen hatte, den neunten Rang. Sie wurde jedoch nachträglich wegen Unstimmigkeiten am Frontflügel disqualifiziert.

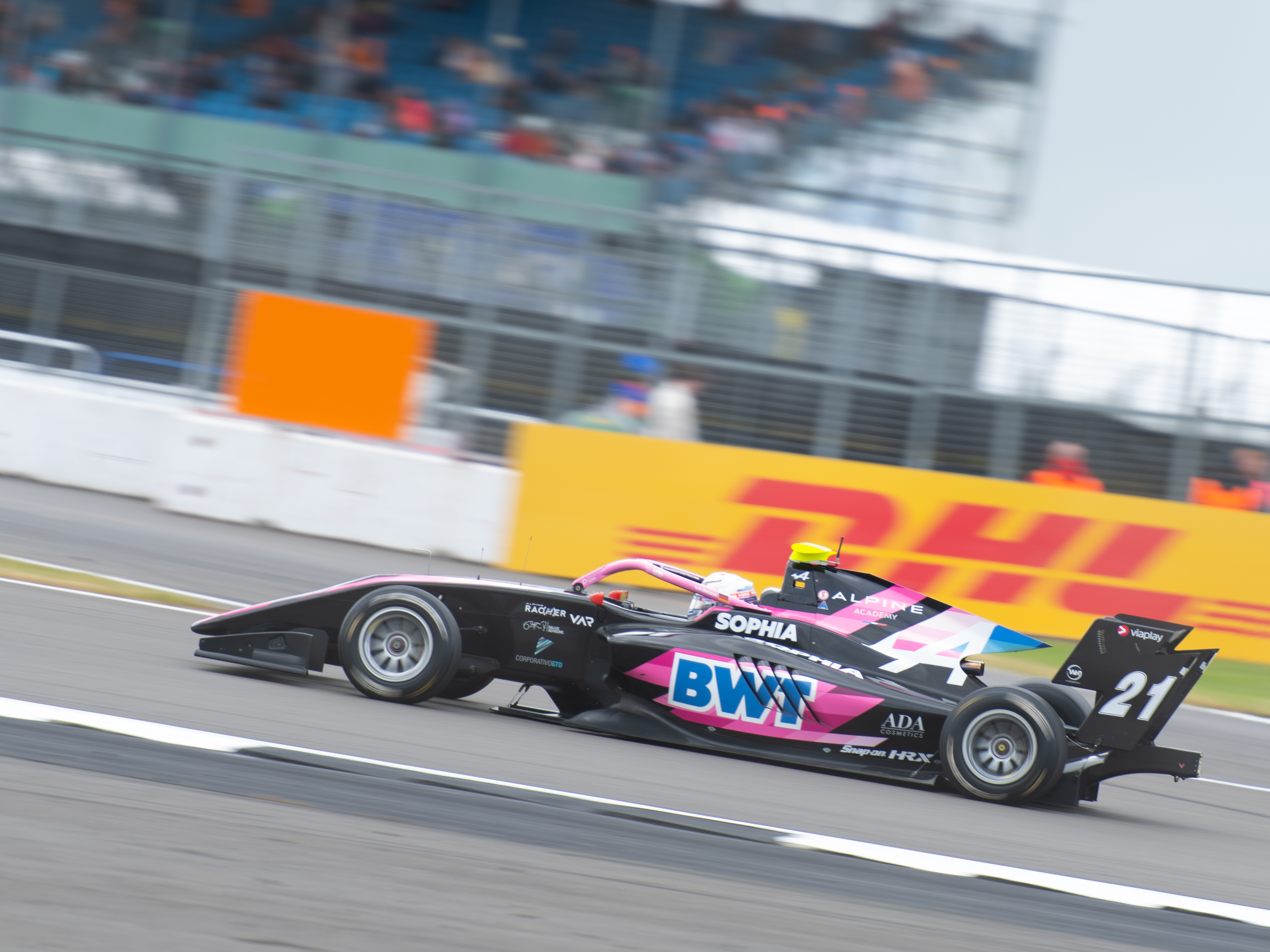
Sophia Flörsch 2024 in Silverstone

Die Münchnerin belegte am 31. Juli 2023 im Hauptrennen im belgischen Spa den siebten Platz und holte damit das mit Abstand beste Ergebnis ihrer Formel-3-Karriere. Sie ist die erste Frau, die in der Geschichte der FIA-Formel-3-Meisterschaft Punkte einfahren konnte. Die Saison beendete sie mit 6 Punkten auf dem 23. Platz in der Gesamtwertung. Außerdem nahm sie am Macau Grand Prix teil, bei dem sie den 11. Platz erreichte.

### 2024
Am 18. Dezember 2023 wurde bekannt gegeben, dass Sophia Flörsch in der Saison 2024 für Van Amersfoort Racing an der FIA-Formel-3-Meisterschaft antritt. Sie schloss die Saison ohne Punkte in der Gesamtwertung ab.
Im Juli 2024 absolvierte Flörsch einen zweitägigen Test in einem Formel-2-Auto der aktuellen Generation.

### 2025
Zu Beginn der Saison 2025 startete Flörsch in der US-amerikanischen Indy NXT, der höchsten Nachswuchsklasse unter der Indy Car Series, für HMD Motorsports. Nach dem ersten Rennwochenende wurde die Zusammenarbeit einvernehmlich beendet.

### TV und Kino
2016 hatte sie als 15-Jährige einen Auftritt in der NDR-Fernsehsendung Kaum zu glauben!.
Seit September 2020 ist sie eine der Moderatorinnen von GRIP – Das Motormagazin.
Im 2023 erschienenen Film Transformers: Aufstieg der Bestien synchronisierte sie den Transformer Arcee.

## Statistik

### Karrierestationen
| - 2005–2014: Kartsport - 2015: Ginetta Junior Championship (Platz 11) - 2016: Deutsche Formel 4 (Platz 19) - 2017: Deutsche Formel 4 (Platz 13) - 2017: Italienische Formel 4 - 2018: Europäische Formel-3-Meisterschaft | - 2019: Formula Regional European Championship - 2020: FIA-Formel-3-Meisterschaft - 2021: DTM, FIA-Langstrecken-Weltmeisterschaft - 2023: FIA-Formel-3-Meisterschaft - 2024: FIA-Formel-3-Meisterschaft |  |

### Einzelergebnisse in der deutschen Formel-4-Meisterschaft
| Jahr | Team     | 1   | 2   | 3   | 4   | 5   | 6   | 7   | 8   | 9   | 10  | 11  | 12  | 13  | 14  | 15  | 16  | 17  | 18  | 19  | 20  | 21  | 22  | 23  | 24  | Punkte | Rang |
| ---- | -------- | --- | --- | --- | --- | --- | --- | --- | --- | --- | --- | --- | --- | --- | --- | --- | --- | --- | --- | --- | --- | --- | --- | --- | --- | ------ | ---- |
| 2016 | Motopark | OS1 | OS1 | OS1 | SAC | SAC | SAC | LAU | LAU | LAU | OS2 | OS2 | OS2 | SPI | SPI | SPI | NÜR | NÜR | NÜR | ZAN | ZAN | ZAN | HOC | HOC | HOC | 25     | 19.  |
| 2016 | Motopark | 9   | DNF | 5   | 14  | 7   | 10  | 13  | 20  | 27* | 14  | 20  | 10  | 16  | 27  | 10  | 12  | 14  | 9   | DNF | DNF | 29  | 28  | 11  | 18  | 25     | 19.  |
| 2017 | Mücke    | OS1 | OS1 | OS1 | LAU | LAU | LAU | SPI | SPI | SPI | OS2 | OS2 | OS2 | NÜR | NÜR | NÜR | SAC | SAC | SAC | HOC | HOC | HOC |     |     |     | 71     | 13.  |
| 2017 | Mücke    | 15  | 13  | 22  | DNF | 7   | 6   | 15  | DNF | 19  | 8   | 10  | DNF | 17  | 12  | 9   | 6   | 3   | 7   | DNS | 3   | 7   |     |     |     | 71     | 13.  |

### Einzelergebnisse in der italienischen Formel-4-Meisterschaft
| Jahr | Team  | 1   | 2   | 3   | 4   | 5   | 6   | 7   | 8   | 9   | 10  | 11  | 12  | 13  | 14  | 15  | 16  | 17  | 18  | 19  | 20  | 21  | Punkte | Rang |
| ---- | ----- | --- | --- | --- | --- | --- | --- | --- | --- | --- | --- | --- | --- | --- | --- | --- | --- | --- | --- | --- | --- | --- | ------ | ---- |
| 2017 | Mücke | MIS | MIS | MIS | ADR | ADR | ADR | VAL | VAL | VAL | MUG | MUG | MUG | IMO | IMO | IMO | MUG | MUG | MUG | MNZ | MNZ | MNZ | 28     | 13.  |
| 2017 | Mücke | 19  | 21  | DNF | 7   | 9   | 5   | 22  | 7   | 8   |     |     |     |     |     |     |     |     |     |     |     |     | 28     | 13.  |

### Einzelergebnisse in der europäischen Formel-3-Meisterschaft
| Jahr | Team                  | Motor    | 1   | 2   | 3   | 4   | 5   | 6   | 7   | 8   | 9   | 10  | 11  | 12  | 13  | 14  | 15  | 16  | 17  | 18  | 19  | 20  | 21  | 22  | 23  | 24  | 25  | 26  | 27  | 28  | 29  | 30  | Punkte | Rang |
| ---- | --------------------- | -------- | --- | --- | --- | --- | --- | --- | --- | --- | --- | --- | --- | --- | --- | --- | --- | --- | --- | --- | --- | --- | --- | --- | --- | --- | --- | --- | --- | --- | --- | --- | ------ | ---- |
| 2018 | Van Amersfoort Racing | Mercedes | PAU | PAU | PAU | HUN | HUN | HUN | NOR | NOR | NOR | ZAN | ZAN | ZAN | SPA | SPA | SPA | SIL | SIL | SIL | MIS | MIS | MIS | NÜR | NÜR | NÜR | SPI | SPI | SPI | HOC | HOC | HOC | 1      | 22.  |
| 2018 | Van Amersfoort Racing | Mercedes |     |     |     |     |     |     |     |     |     | 23  | 17  | 19  | 16  | 17  | 21  | 18  | 19  | 17  | 16  | 19  | 18  | DNF | 15  | 21  | 17  | 10  | 15  | 15  | 19  | 18  | 1      | 22.  |

### Einzelergebnisse in der Formula Regional European Championship
| Jahr | Team | 1   | 2   | 3   | 4   | 5   | 6   | 7   | 8   | 9   | 10  | 11  | 12  | 13  | 14  | 15  | 16  | 17  | 18  | 19  | 20  | 21  | 22  | 23  | 24  | Punkte | Rang |
| ---- | ---- | --- | --- | --- | --- | --- | --- | --- | --- | --- | --- | --- | --- | --- | --- | --- | --- | --- | --- | --- | --- | --- | --- | --- | --- | ------ | ---- |
| 2019 | VAR  | LEC | LEC | LEC | VLL | VLL | HUN | HUN | HUN | RBR | RBR | RBR | IMO | IMO | IMO | IMO | CAT | CAT | CAT | MUG | MUG | MUG | MNZ | MNZ | MNZ | 149    | 7.   |
| 2019 | VAR  | 9   | 8   | 5   | 9   | 5   | 7   | 4   | 6   | 6   | 6   | 5   | 7   | 8   | 4   | 7   | 9   | 8   | 5   | 6   | 8   | 9   | 6   | 10  | 9   | 149    | 7.   |

### Einzelergebnisse in der FIA-Formel-3-Meisterschaft
| Jahr | Team                  | 1   | 2   | 3   | 4   | 5   | 6   | 7   | 8   | 9   | 10  | 11  | 12  | 13  | 14  | 15  | 16  | 17  | 18  | 19  | 20  | Punkte | Rang |
| ---- | --------------------- | --- | --- | --- | --- | --- | --- | --- | --- | --- | --- | --- | --- | --- | --- | --- | --- | --- | --- | --- | --- | ------ | ---- |
| 2020 | Campos Racing         | SPI | SPI | SPI | SPI | HUN | HUN | SIL | SIL | SIL | SIL | CAT | CAT | SPA | SPA | MNZ | MNZ | MUG | MUG |     |     | 0      | 29.  |
| 2020 | Campos Racing         | 26  | 16  | 21  | DNF | 18  | 14  | 22  | 25  | 20  | 19  | 27  | 23  | (a) | (a) | 21  | 12  | 22  | 24  |     |     | 0      | 29.  |
| 2023 | Charouz               | BHR | BHR | AUS | AUS | IT1 | IT1 | MCO | MCO | CAT | CAT | SPI | SPI | SIL | SIL | HUN | HUN | SPA | SPA | MNZ | MNZ | 6      | 23.  |
| 2023 | Charouz               | 22  | 20  | 16  | 18  | C   | C   | 23  | 23  | 21  | 20  | 18  | DSQ | 19  | 23  | 15  | 18  | 12  | 7   | 16  | 13  | 6      | 23.  |
| 2024 | Van Amersfoort Racing | BHR | BHR | AUS | AUS | IT1 | IT1 | MCO | MCO | ESP | ESP | AUT | AUT | GBR | GBR | HUN | HUN | BEL | BEL | IT2 | IT2 | 0      | 29.  |
| 2024 | Van Amersfoort Racing | 23  | 30  | 19  | DNF | 15  | 12  | DNF | 19  | 20  | 18  | 26  | 11  | DNF | DNF | 23  | 23  | 19  | DNF | 16  | DNF | 0      | 29.  |

### Einzelergebnisse in der Indy NXT
| Jahr | Team            | 1   | 2   | 3   | 4   | 5   | 6   | 7   | 8   | 9   | 10  | 11  | 12  | 13  | 14  | Punkte | Rang |
| ---- | --------------- | --- | --- | --- | --- | --- | --- | --- | --- | --- | --- | --- | --- | --- | --- | ------ | ---- |
| 2025 | HMD Motorsports | STP | ALA | IMS | IMS | DTT | WWT | RDA | MOH | IOW | LAG | LAG | POR | MIL | NSH | 18     | 12   |
| 2025 | HMD Motorsports | 12  |     |     |     |     |     |     |     |     |     |     |     |     |     | 18     | 12   |

| Legende  | Legende            | Legende                                                          |
| Farbe    | Abkürzung          | Bedeutung                                                        |
| -------- | ------------------ | ---------------------------------------------------------------- |
| Gold     | –                  | Sieg                                                             |
| Silber   | –                  | 2. Platz                                                         |
| Bronze   | –                  | 3. Platz                                                         |
| Grün     | –                  | Platzierung in den Punkten                                       |
| Blau     | –                  | Klassifiziert außerhalb der Punkteränge                          |
| Violett  | DNF                | Rennen nicht beendet (did not finish)                            |
| Violett  | NC                 | nicht klassifiziert (not classified)                             |
| Rot      | DNQ                | nicht qualifiziert (did not qualify)                             |
| Rot      | DNPQ               | in Vorqualifikation gescheitert (did not pre-qualify)            |
| Schwarz  | DSQ                | disqualifiziert (disqualified)                                   |
| Weiß     | DNS                | nicht am Start (did not start)                                   |
| Weiß     | WD                 | zurückgezogen (withdrawn)                                        |
| Hellblau | PO                 | nur am Training teilgenommen (practiced only)                    |
| Hellblau | TD                 | Freitags-Testfahrer (test driver)                                |
| ohne     | DNP                | nicht am Training teilgenommen (did not practice)                |
| ohne     | INJ                | verletzt oder krank (injured)                                    |
| ohne     | EX                 | ausgeschlossen (excluded)                                        |
| ohne     | DNA                | nicht erschienen (did not arrive)                                |
| ohne     | C                  | Rennen abgesagt (cancelled)                                      |
| ohne     | keine WM-Teilnahme |                                                                  |
| sonstige | P/fett             | Pole-Position                                                    |
| sonstige | 1/2/3/4/5/6/7/8    | Punktplatzierung im Sprint-/Qualifikationsrennen                 |
| sonstige | SR/kursiv          | Schnellste Rennrunde                                             |
| sonstige | *                  | nicht im Ziel, aufgrund der zurückgelegten Distanz aber gewertet |
| sonstige | ()                 | Streichresultate                                                 |
| sonstige | unterstrichen      | Führender in der Gesamtwertung                                   |

### Le-Mans-Ergebnisse
| Jahr | Team                      | Fahrzeug | Teamkollege      | Teamkollege    | Platzierung | Ausfallgrund       |
| ---- | ------------------------- | -------- | ---------------- | -------------- | ----------- | ------------------ |
| 2020 | Richard Mille Racing Team | Oreca 07 | Tatiana Calderón | Beitske Visser | Rang 13     |                    |
| 2021 | Richard Mille Racing Team | Oreca 07 | Tatiana Calderón | Beitske Visser | Ausfall     | Unfall von Flörsch |
| 2022 | Algarve Pro Racing        | Oreca 07 | John Falb        | Jack Aitken    | Rang 25     |                    |

### Einzelergebnisse in der FIA-Langstrecken-Weltmeisterschaft
| Saison  | Team               | Rennwagen | 1   | 2   | 3   | 4   | 5   | 6   | 7   | 8   |
| ------- | ------------------ | --------- | --- | --- | --- | --- | --- | --- | --- | --- |
| 2019/20 | Mille Racing       | Oreca 07  | SIL | FUJ | SHA | BAH | AUS | SPA | LEM | BAH |
| 2019/20 | Mille Racing       | Oreca 07  |     |     |     | 13  |     |     |     |     |
| 2021    | Mille Racing       | Oreca 07  | SPA | POR | MON | LEM | BAH | BAH |     |     |
| 2021    | Mille Racing       | Oreca 07  | 11  | 9   | 11  | DNF | 9   | 12  |     |     |
| 2022    | Algarve Pro Racing | Oreca 07  | SEB | SPA | LEM | MON | FUJ | BAH |     |     |
| 2022    | Algarve Pro Racing | Oreca 07  | 25  |     |     |     |     |     |     |     |

### European Le Mans Series (ELMS)
Langstreckenrennserie über min. 3 Stunden Renndauer für Le-Mans-Prototypen und Gran Turismos
| Jahr | Team                      | Fahrzeug | Klasse | Teamkollegen                       | 1      | 2      | 3       | 4       | 5       | 6       | Punkte | Platzierung |
| ---- | ------------------------- | -------- | ------ | ---------------------------------- | ------ | ------ | ------- | ------- | ------- | ------- | ------ | ----------- |
| 2020 | Richard Mille Racing Team | Oreca 07 | LMP2   | Beitske Visser Tatiana Calderón    | LEC    | SPA    | LEC 11. | MNZ 10. | ALG 11. |         | 2      | 25.         |
| 2021 | Algarve Pro Racing        | Oreca 07 | LMP2   | Richard Bradley Ferdinand Habsburg | CAT    | RBR    | LEC     | MNZ     | SPA     | ALG 3.  | 15     | 21.         |
| 2022 | Algarve Pro Racing        | Oreca 07 | LMP2   | Bent Viscaal                       | LEC 2. | IMO 8. | MNZ 10. | CAT 12. | SPA DNS | ALG DNS | 23     | 13.         |

## Reportagen und Dokumentarfilme
- DW Deutsch: Ladyracer: Der Traum von der Formel 1 | DW Reporter auf YouTube, 7. April 2019 (Laufzeit: 12:36 min.).
- Susanne Simon: Sophias Welt – Magie der Geschwindigkeit. (ZDFmediathek-Video – 20:25 min.) Rennfahrerin Sophia Flörsch im Porträt. In: sportstudio reportage. ZDF, 13. November 2020.
- Sportstudio: Sophia Flörsch: Diese Deutsche will im Motorsport nach ganz oben | SportReportage auf YouTube, 22. April 2021 (Laufzeit: 7:09 min.).
- 37 Grad: Sophias Weg in die Königsklasse des Motorsports auf YouTube, 24. November 2021 (Laufzeit: 12:00 min.).
- Sportschau: Der schwere Stand der Frauen im Motorsport auf YouTube, 9. Dezember 2021 (Laufzeit: 11:39 min.).
- Sven Haeusler: ZDFKultur – RoleModels: Sophia Flörsch in der ZDF-Mediathek. Video (42 Min.), abrufbar bis 7. März 2027
- #Racegirl - Das Comeback der Sophia Flörsch. (RTL+Mediathek-Video – 94 min.) RTL+, 2022.